# Rimulia
Rimulia là một chi bướm đêm thuộc họ Erebidae.